# Chilostoma fuchsi
Chilostoma fuchsi is een slakkensoort uit de familie van de Helicidae. De wetenschappelijke naam van de soort is voor het eerst geldig gepubliceerd in 1939 door Knipper.